# Burr Truss

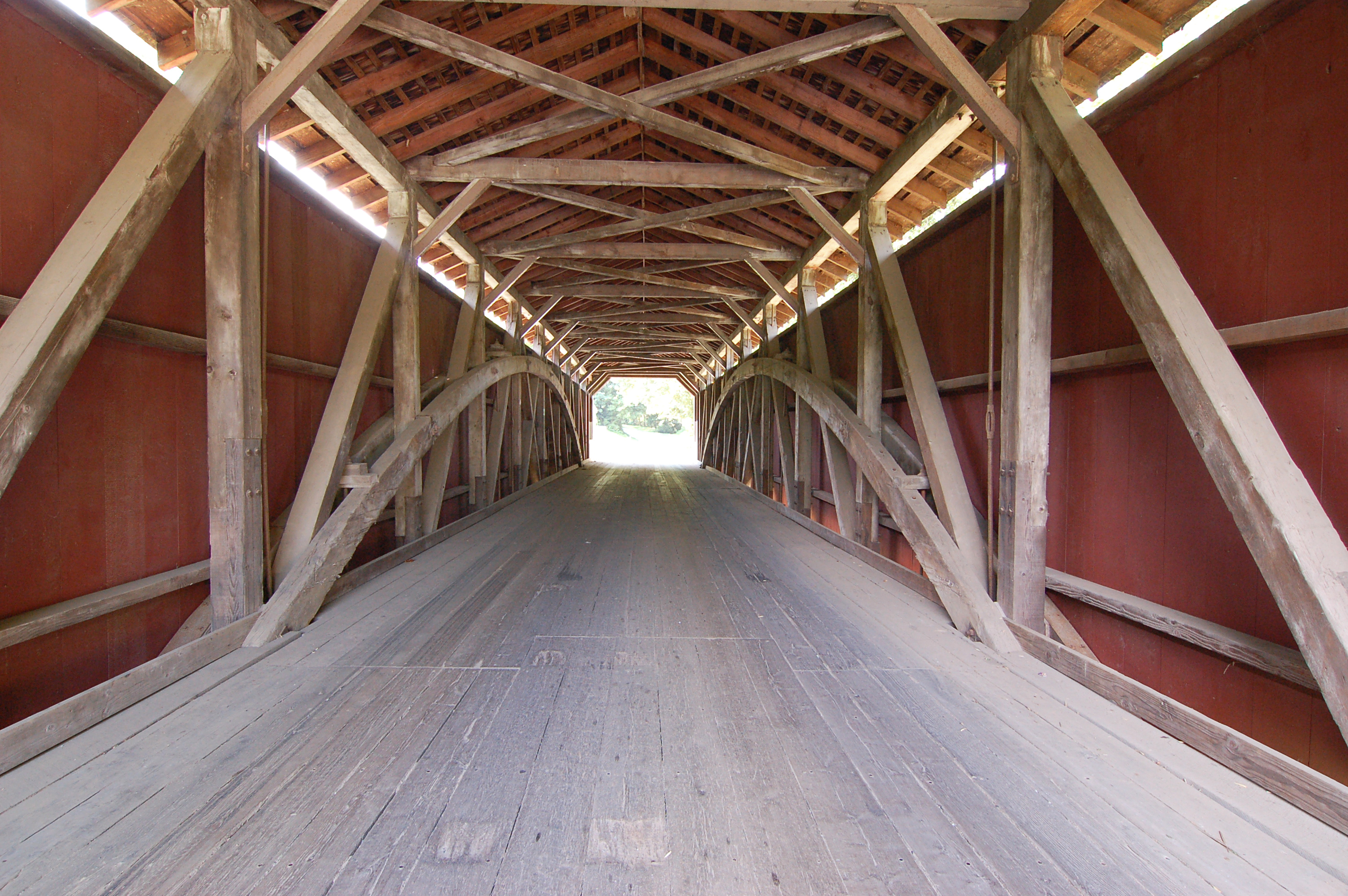
Innenansicht der Baumgardener's Covered Bridge, Pennsylvania

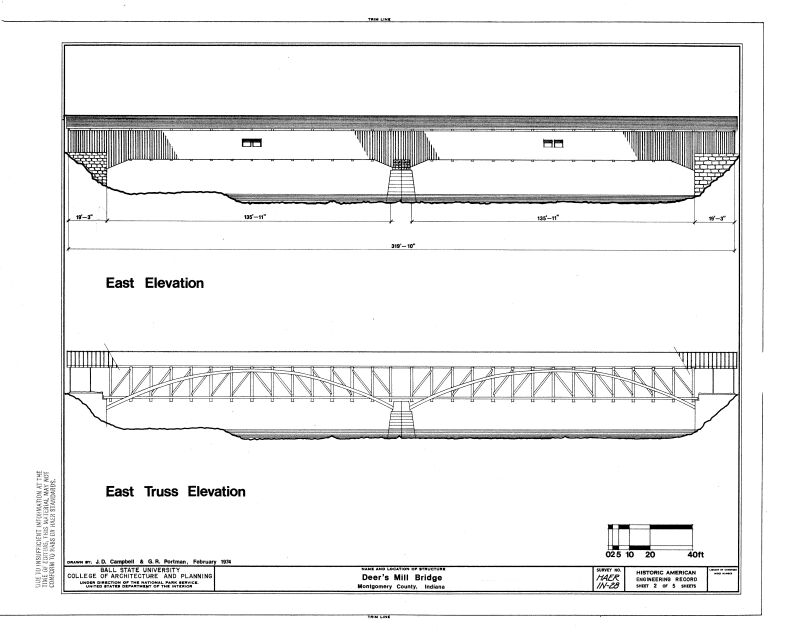
Plan der Deer's Mill Bridge, Montgomery County, Indiana

Als Burr Truss oder auch Burr Arch Truss bezeichnet man eine Bauweise, die Bogen- und Fachwerkbauweise miteinander verbindet. Die Bautechnik wurde 1804 von Theodore Burr entwickelt, 1806 und 1817 patentiert und findet Anwendung vor allem bei den überdachten Holzbrücken Nordamerikas.
Die mit Burr Trusses gebaute McCall’s Ferry Bridge hatte mit 109,73 m (360 ft) die größte Stützweite aller je gebauten hölzernen Brücken weltweit.

## Merkmale
Der Burr Truss ist eine Kombination aus einem großen Bogen und einem parallelgurtigen Fachwerkträger mit senkrechten Ständern und zur Trägermitte hin geneigten Streben.
Grundidee der Bauweise ist, dass der Bogen das gesamte Gewicht der Brücke trägt, während das Fachwerk die Brücke stabilisiert. Obwohl auch eine Fachwerkbauweise das Gewicht tragen könnte, leiten Bogenbrücken auch die fahrdynamischen horizontalen Kräfte, die durch Beschleunigen und Bremsen der Fahrzeuge auf der Brücke entstehen, in Form von Zug- und Druckkräften ab. Auf Balkenbrücken erzeugen solche Kräfte ungünstigere Biegemomente auf den Stützen.
In der Literatur wird zum Teil die Ansicht vertreten, dass das Fachwerk das Gewicht der Brücke trägt und der Bogen die Brücke stabilisiert. Unabhängig von der Wirkungsweise ist eine Burr-Truss-Brücke stabiler als eine Bogen- oder Balkenbrücke.

## Einzelbelege
1. 1 2  The Burr Truss. In: Truss Styles of Covered Bridges. New York State Covered Bridge Society, abgerufen am 7. Januar 2018 (englisch).
2. ↑  Truss Types. In: Covered Bridge Truss Types. Ohio Department of Transportation Office of Structural Engineering, archiviert vom Original am 12. Mai 2008; abgerufen am 15. September 2006 (englisch).
3. ↑  Truss Types. The Theodore Burr Covered Bridge Society of PA, Inc, abgerufen am 26. Januar 2011 (englisch).
4. ↑  Frank E. Griggs, Jr.: Standing the Test of Time – Theodore Burr’s Wooden Bridge Designs auf structuremag.org
5. ↑  J. B. Calvert: The Burr Truss. 23. Oktober 2000, abgerufen am 28. Juli 2006 (englisch).